# 흑인 소녀
흑인 소녀(La Noire De..., Black Girl)는 세네갈에서 제작된 우스만 셈벤 감독의 1966년 드라마 영화이다. 엠비자인 테레사 디옵 등이 주연으로 출연하였다.

## 출연

### 주연
- 엠비자인 테레사 디옵
- 앤-마리에 제리넥

### 조연
- 로버트 폰테인
- 우스만 셈벤